# Deino
Deino (in greco antico: Δεινώ?, Deino) o Dino è un personaggio della mitologia greca figlia di Forco e di Ceto. Faceva parte del gruppo delle Graie ed aveva come sorelle anche le Gorgoni.

## Mitologia
Anche se non viene citata da Esiodo altri riferiscono della sua esistenza. Le altre due si chiamavano Enio e Penfredo ed insieme erano chiamate anche Forcidi per via della discendenza dal padre.